# Budynek szkolny przy ul. Zamkowej w Miłosławiu
Budynek szkolny przy ul. Zamkowej w Miłosławiu – budynek szkolny znajdujący się przy ul. Zamkowej 13 w Miłosławiu. Został wzniesiony w latach 1846–1848 w stylu neogotyckimi, najprawdopodobniej według projektu Seweryna Mielżyńskiego.
Pod koniec 2012 roku budynek szkolny został w części zaadaptowany na mieszkania socjalne.

## Galeria

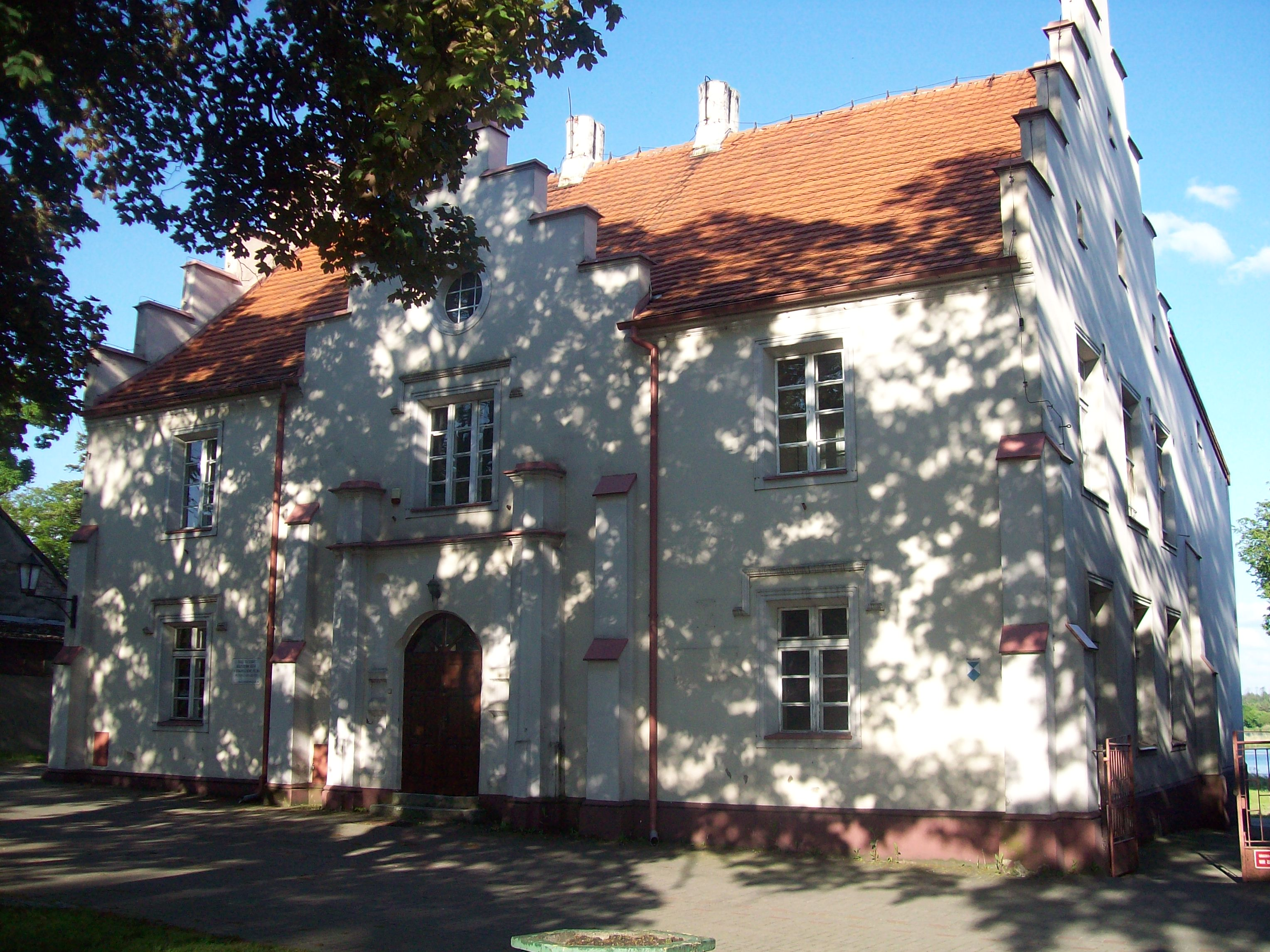
Budynek szkolny przy ul. Zamkowej w Miłosławiu
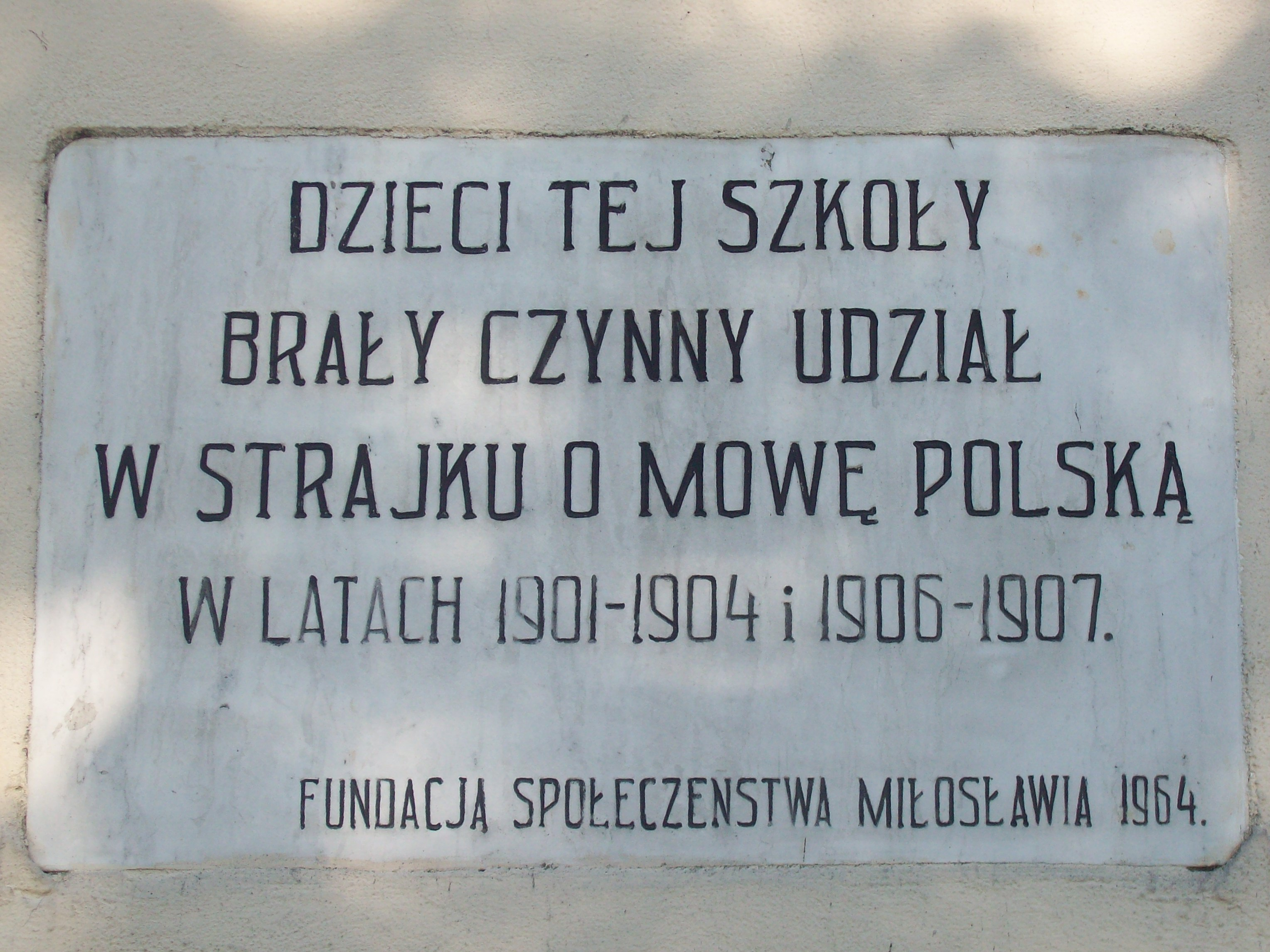
Tablica znajdująca się na budynku szkolnym
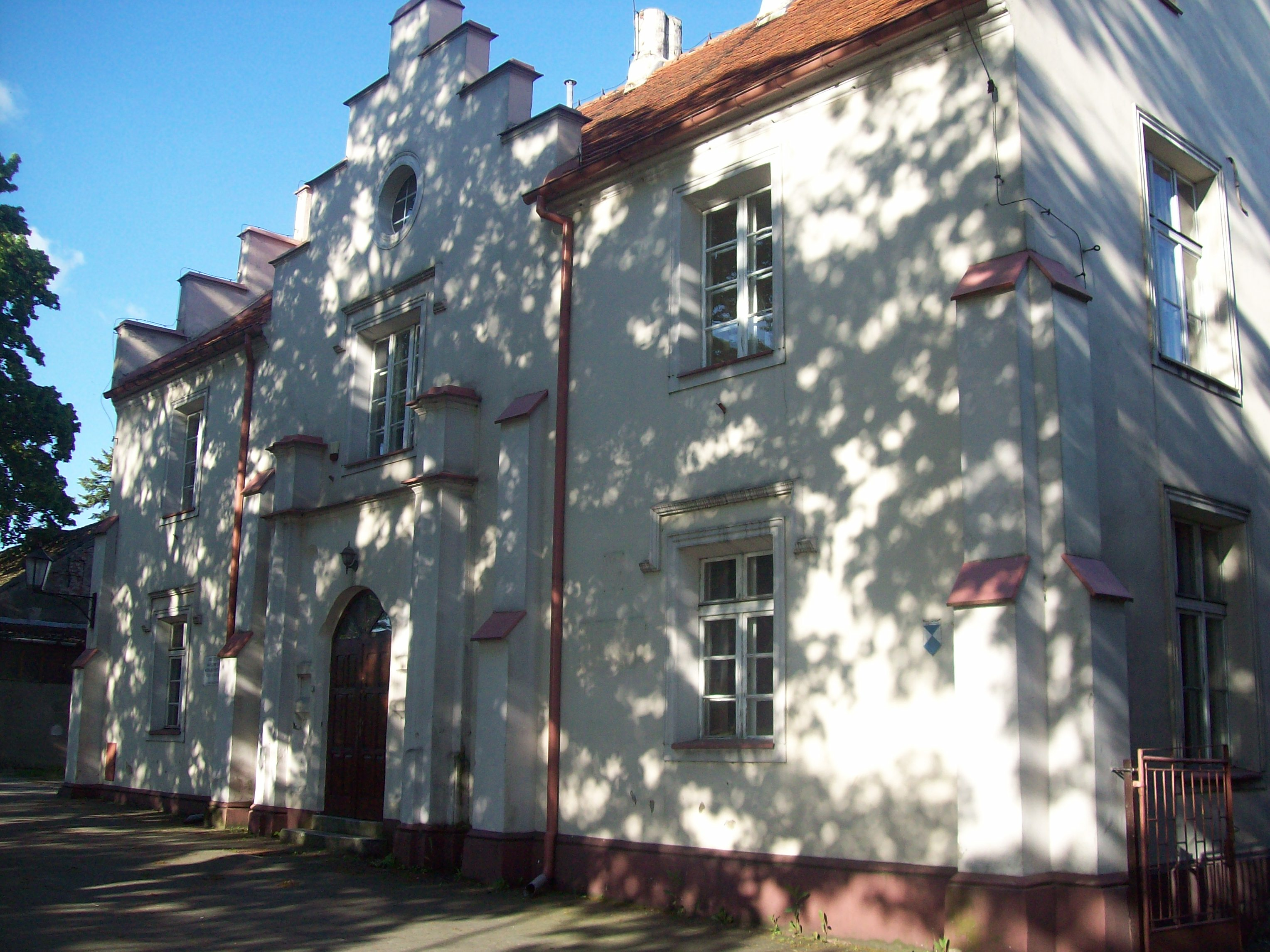
Budynek szkolny przy ul. Zamkowej w Miłosławiu
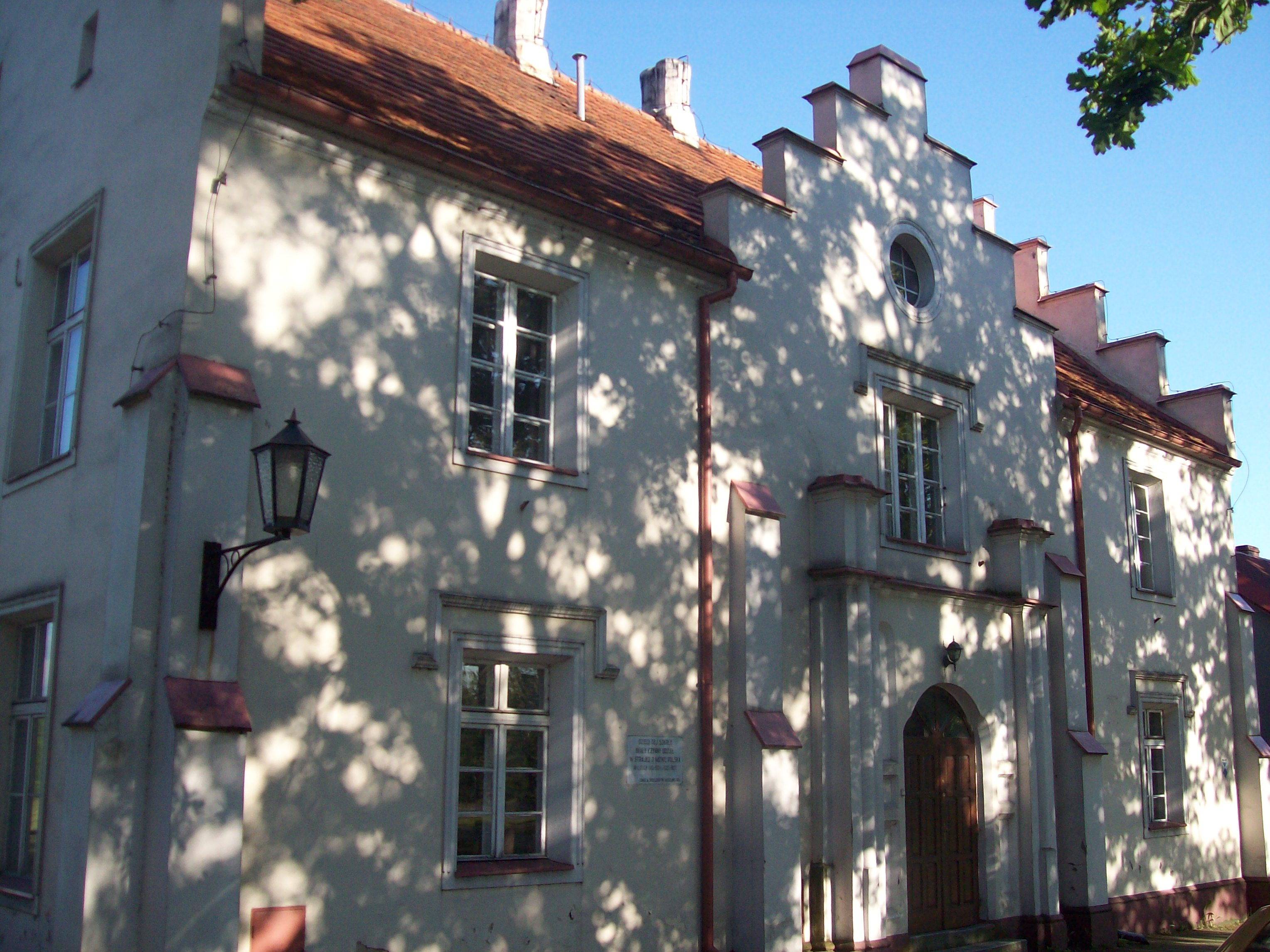
Budynek szkolny przy ul. Zamkowej w Miłosławiu